# João Aparecido Bergamasco
João Aparecido Bergamasco SAC (ur. 15 maja 1967 w Tuneiras do Oeste) – brazylijski duchowny katolicki, biskup Corumbá od 2019 do 2023, biskup  Primavera do Leste–Paranatinga od 2023.  

## Życiorys
26 grudnia 1993 otrzymał święcenia kapłańskie w zgromadzeniu pallotynów. Pracował głównie w pallotyńskich parafiach, był też m.in. dyrektorem Rádio Vicente Pallotti, rektorem niższego seminarium, a także kierownikiem postulatu w Manaus.
19 grudnia 2018 papież Franciszek mianował go biskupem diecezji Corumbá. Sakry udzielił mu 3 marca 2019 biskup José Maria Maimone.
4 października 2023 papież Franciszek mianował go biskupem diecezji Primavera do Leste–Paranatinga